# 笠間幹綱
笠間 幹綱（かさま みきつな、生没年不詳）は、戦国時代から安土桃山時代にかけての武将。笠間氏の当主。笠間利長、あるいは笠間時広の子。笠間綱家の父。左衛門尉、長門守を称す。

## 経歴
宇都宮氏の支族であった笠間氏の当主で、常陸国茨城郡笠間城を拠点としていた。天正4年（1576年）に益子重綱が宇都宮氏から離れ、結城政勝に降るとこれと敵対する。
天正9年（1581年）には益子氏と合戦を行いこれを破るが、これにより天正11年（1582年）に結城晴朝から攻撃を受けた。この戦闘で橋本砦を失い、家臣の谷中玄蕃が戦死している。しかし翌天正12年（1583年）には反攻に転じ、橋下砦の奪還に成功した。天正13年（1574年）の戦闘では益子重綱を生け捕りにすることに成功したと伝えられている。また、下館城主の水谷勝俊から磯部を侵攻されていた記録も残っている。
稲田西念寺文書では天正18年（1590年）に宇都宮氏より攻撃を受けた際の笠間氏の当主とされ、笠間綱家と同一人物という説もある。